# Омар Брадли
Омар Нелсън Брадли (на английски: Omar Nelson Bradley) е американски военачалник, армейски генерал от армията на САЩ, един от главнокоманващите на американската армия в Северна Африка и Европа, по време на Втората световна война.

## Биография
Брадли е роден в семейство на учител, в град Кларк, щата Мисури. Завършва образованието си в различни местни училища. Имал намерение да запише да следва в Университета на Мисури, но приема съвети да подаде документи за военната академия „Уест Пойнт“. Издържа приемния изпит и е приет за кадет през 1911 година. Завършва „Уест Пойнт“ през 1915 година, дипломирайки се във випуск, от който излизат много бъдещи генерали, заради което след години наричат шеговито випуска – „Класа, върху който падат звезди“.

## Предвоенни години
Заминава заедно с 12-и пехотен полк за Европа, по време на Първата световна война, но не участва във военни действия. През 1915 година е изпратен на Мексиканската граница, след което е назначен в щат Монтана и е повишен в чин капитан.
Изпратен е да служи в 19-а пехотна дивизия през август 1918 година, с която трябва да отпътува за Европа, но поради пандемия от грип остават в САЩ.
Между двете световни войни е преподавател. От 1920 до 1924 година преподава математика в Уест Пойнт, като през 1924 година е повишен в чин майор. Заминава за Форт Бенинг, щат Джорджия, където преминава усъвършенстван курс за пехотни офицери. След кратка служба на Хавай, заминава за форт Левенуърт през 1928 година, където преминава школа за командващи, към Главния щаб на армията. През 1936 е повишен в чин полковник, след което служи в Министерството на отбраната до 1938 година.

## Втора световна война
През 1941 година е повишен до чин бригаден генерал и е назначен за командващ на Форт Бенинг, а през 1942 година поема командването на 82-ра пехотна дивизия.
През 1943 година е част от Операция Факел, по време на десанта в Северна Африка. При престоя си в Африка служи в щаба на генерал Джордж Патън. Назначен е за командир на 8-и корпус, преминавайки на подчинение на генерал Дуайт Айзенхауер. През април същата година поема командването на 2-ри корпус, с който участва във финалните битки в Африка през април и май, след което е част от съюзната армия в превземането на остров Сицилия.
Пред началото на десанта в Нормандия, Брадли е назначен за командващ на значимата 1-ва Армейска група. Командва десанта на плажовете Юта и Омаха. По-късно планира Операция Кобра, за пробив на отбраната на немската отбрана в Нормандия. До август 1944 г., командваната от Брадли 12-а Армейска група нараства до 900 хил. души.